# Adamo Roggia
Adamo Roggia (Novara, 16 maggio 1903 – ...) è stato un calciatore italiano, di ruolo centrocampista.

## Carriera
Centromediano, dopo aver cominciato la carriera con la maglia della sezione calcistica della Virtus Bologna giocò in massima serie a cavallo tra gli anni venti e trenta con le maglie di Novara e Napoli, al secondo anno di vita della squadra campana; debuttò in Divisione Nazionale nella vittoria casalinga del 30 settembre 1928 contro il Verona per 3-0, segnando il suo primo gol in maglia azzurra nella vittoria casalinga contro la Biellese del 2 giugno 1929 per 5-0. Al termine del campionato, in cui giocò tutte le partite, la squadra si qualificò per il seguente campionato, il primo a girone unico della nuova Serie A. Debuttò quindi in Serie A alla prima giornata del nuovo campionato di massima categoria, nella sconfitta in trasferta a Torino del 6 ottobre 1929 contro la Juventus per 3-2, segnando l'ultima sua rete con i campani a Genova nel pareggio per 2-2 del 1º giugno 1930 contro il Genova, in un torneo in cui la squadra, guidata per il primo anno da Willy Garbutt, si piazzò per la prima volta tra le prime cinque nella classifica finale. Il campionato 1930-1931, che lo vide tra i protagonisti della vittoria casalinga contro la Juventus (che al termine del campionato avrebbe vinto lo scudetto) del 23 novembre 1930 per 2-1, fu l'ultimo con i partenopei, prima di tornare al Novara per chiudervi la carriera.
Collezionò 113 presenze e 5 reti, di cui 76 gare furono disputate in massima divisione con la maglia dei partenopei.